# Raphael Meldola

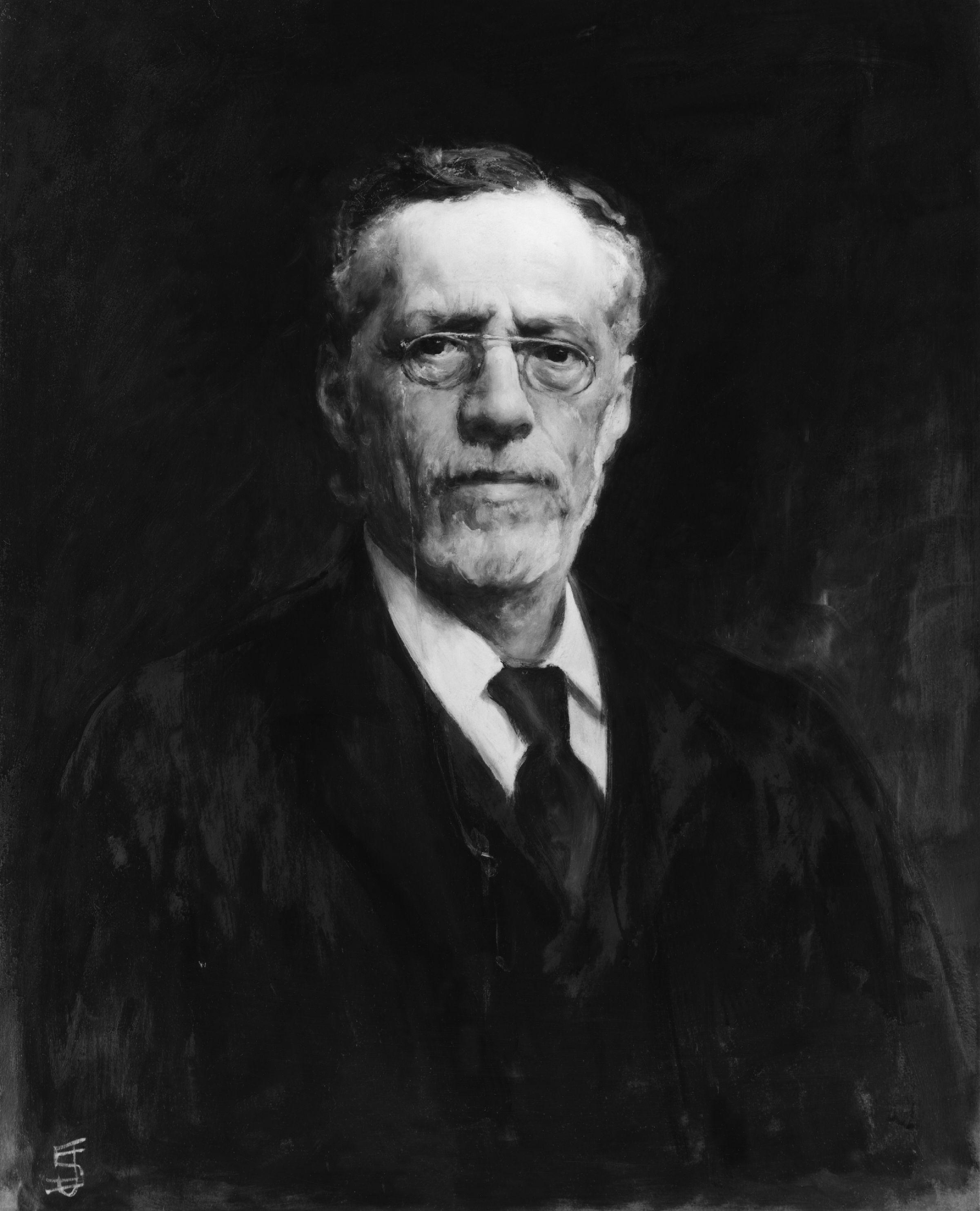
Raphael Meldola von Solomon Joseph Solomon

Raphael Meldola (* 19. Juli 1849 in Islington, London; † 16. November 1915 in London) war ein britischer Chemiker und Entomologe. Von 1912 bis 1915 war er Professor für organische Chemie an der Universität London.

## Leben
Zu seinen Vorfahren gehörte der sephardische Rabbi in London Raphael Meldola (1754–1828). Meldola studierte ab 1866 am Royal College of Chemistry (Royal School of Mines) und war nach dem Abschluss 1868 bei der Königlichen Münze und ab 1871 bei den Star Chemical Works in Brentford. Ab 1873 war er Assistent von Edward Frankland am Royal College und 1874 bis 1876 war er Assistent von Norman Lockyer (Spektralanalyse in Astronomie). 1875 leitete er eine Sonnenfinsternis-Expedition auf die Nikobaren. Er unterrichtete an verschiedenen Schulen (u. a. Dozent am Royal College of Science in South Kensington) und war in einer Farbstofffirma (Atlas Works, ab 1877) tätig, bevor er 1885 Professor am Finsbury Technical College des City and Guilds of London Institute wurde. 1912 wurde er Präsident des Institute of Chemistry und 1915 Vorsitzender im Beratergremium der British Dyes Ltd.

## Werk
Meldola befasste sich nicht nur mit Chemie, sondern auch mit Archäologie, Biologie (Entomologie, Farben von Schmetterlingen und Tieren), Astronomie, Fotografie, Geologie und anderem.
1881 synthetisierte er den ersten Oxazin-Farbstoff Meldolas Blau.

## Mitgliedschaften und Ehrungen
1913 erhielt er die Davy-Medaille. 1886 wurde er Fellow der Royal Society und der Royal Astronomical Society. Er war 1895 bis 1897  Präsident der Royal Entomological Society of London, 1905 bis 1907 der Chemical Society, 1908/9 der Society of Chemical Industry.
Die jährlich von 1921 bis 2008 an Nachwuchswissenschaftler vergebene Meldola Medal der Royal Society of Chemistry und dessen Vorgängerorganisation, der Chemical Society, ist nach ihm benannt (heute Harrison-Meldola Memorial Prizes).

## Schriften
- The chemical synthesis of vital products. E. Arnold, London 1904; archive.org.